# Rosario Robles
María del Rosario Robles Berlanga (Ciudad de México, 17 de febrero de 1956), conocida como Rosario Robles, es una economista y política mexicana. Se desempeñó como jefa de Gobierno sustituta del Distrito Federal entre el 29 de septiembre de 1999 y el 4 de diciembre de 2000.
Fue presidenta del Partido de la Revolución Democrática entre 2002 y 2003, partido al que renunció al año siguiente. Se mantuvo fuera de la vida pública hasta 2012 durante el gobierno del presidente Enrique Peña Nieto cuando se desempeñó como secretaria de Desarrollo Social entre 2012 y 2015, y como secretaria de Desarrollo Agrario, Territorial y Urbano entre 2015 y 2018.
Desde el 13 de agosto del 2019, estuvo en prisión preventiva en el Penal Femenil de Santa Martha Acatitla, medida cautelar impuesta por su presunta participación en el caso La estafa maestra, tras un amparo concedido por el tribunal colegiado. El 19 de agosto de 2022 dicha medida cautelar fue modificada para seguir su proceso en libertad; saliendo del penal de Santa Martha Acatitla la noche de ese mismo día. El 24 de febrero de 2023 un juez determinó absolverla de la causa penal en su contra, dictaminando que debía ser juzgada únicamente por una falta administrativa. La Fiscalía General de la República interpondrá una queja, acusando al juez de actuar contra la ley.
En abril de 2024, el noveno Tribunal Colegiado ratificó la exoneración de Robles de cualquier cargo relacionado con la llamada Estafa Maestra.

## Primeros años
Se recibió de la Universidad Nacional Autónoma de México en 1981 de la licenciatura en Economía. Estudió una maestría en Desarrollo rural, en la Universidad Autónoma Metropolitana Xochimilco.
Rosario Robles se inició en la política como miembro del Sindicato de Trabajadores de la Universidad Nacional Autónoma de México (STUNAM) y en 1989 fue miembro fundador del PRD. En 1994 fue elegida diputada por su partido.

## Gobierno del Distrito Federal
Alcanzó mayor relevancia cuando fue designada en el cargo de Secretaria de Gobierno del Distrito Federal en 1997 por el entonces recién electo primer Jefe de Gobierno Cuauhtémoc Cárdenas. Al inicio del gobierno destacó su austeridad entre todos los funcionarios del gobierno, al presentar su patrimonio consistente de una casa en Coyoacán, un modesto auto y una exigua cuenta bancaria.
Desde la Secretaría de Gobierno, Rosario Robles presidió la mesa central de la Reforma Política del D. F. que estuvo integrada por las dirigencias de todas las fuerzas políticas de la ciudad, en dicha mesa se concretaron acuerdos que derivaron la creación de un nuevo Código Electoral para el Distrito Federal y la creación del Instituto Electoral del D.F. además de impulsar la participación ciudadana, mediante las figuras del plebiscito, consulta popular y referéndum. Lo anterior fue determinante para que las marchas y plantones en la ciudad, disminuyeran hasta un 70 %.  En septiembre de 1999 fue designada por la Asamblea Legislativa del D. F. para sustituir a Cuauhtémoc Cárdenas cuando este renunció a la jefatura de gobierno para iniciar su tercera campaña presidencial en 2000, donde sería derrotado. La actuación de Rosario Robles al frente del Distrito Federal fue sumamente controvertida. Contraria a la actuación de Cárdenas, quien había mantenido una comunicación bastante discreta, Robles encabezó una importante campaña de publicidad en televisión promocionando obras de su gobierno y apoyando de manera personal la candidatura de Cárdenas. Sus adversarios la acusaron de promover su imagen personal, a las críticas ella respondía diciendo que eran el machisimo y la misoginia de la política mexicana lo que se resistía a ver a una mujer gobernando la capital del país, además de que quiso señalar que su campaña mediática obedecía a una política de comunicación social del gobierno. En ese tiempo también pronunció de manera continua la frase: tengo las faldas bien puestas, en referencia a su determinación y fortaleza. Se mantuvo con una popularidad bastante aceptable dentro del gobierno del Distrito Federal, superando incluso al gobierno de Cuauhtémoc Cárdenas.
Robles impulso importantes negociaciones para reordenar el comercio en la vía pública y solucionar las demandas de los trabajadores de la Ruta 100, logrando incorporar a casi 50 000 personas al programa de reordenamiento. Organizó, en junto con la UNESCO, un Encuentro de Experiencias latinoamericanas sobre Gobernabilidad Democrática y Participación Ciudadana, el cual contó con la asistencia de alcaldes y representantes de los gobiernos de 31 ciudades de Latinoamérica.
Una de sus obras más destacadas fue la propuesta de permitir el aborto en el Distrito Federal, lo que sería conocido como la Ley Robles. Así mismo, emprendió una investigación contra el exregente de la ciudad, el priista Óscar Espinosa Villarreal por el supuesto delito de peculado, tras acusarlo ella misma de haber desviado recursos públicos a grupos priistas como Antorcha Popular, que según Robles actuaban como grupos de choque contra el gobierno de la ciudad. Realizó algunas obras sociales y de remozamiento de la imagen urbana de la ciudad, participando ella personalmente.  
Según sus propias palabras en su libro Con todo el corazón, ella misma desde el gobierno apoyó la candidatura de Andrés Manuel López Obrador para que este ocupase el cargo de Jefe de Gobierno del Distrito Federal. Según ella, el partido contaba con buenos candidatos como Demetrio Sodi, Pablo Gómez Álvarez e Ifigenia Martínez, pero solo López Obrador podía garantizar la permanencia del partido en el gobierno de la ciudad.
El 5 de diciembre de 2000 entregó el cargo al jefe de gobierno electo Andrés Manuel López Obrador. Después de algunos meses de receso, en 2002 Robles se postuló como candidata a la Presidencia de su partido, el PRD, siendo señalada como la candidata de Cuauhtémoc Cárdenas y del grupo más izquierdista dentro del partido, que acusaban a la presidente en funciones Amalia García de haber disminuido la intención de voto del partido y al otro candidato a la presidencia Jesús Ortega Martínez de ser proclive a la negociación con el gobierno de Vicente Fox. Ganó las elecciones y ocupó el cargo de presidente ese mismo año.

## Presidencia del PRD
Uno de sus principales ofrecimientos de campaña fue el de lograr que el PRD consiguiera el 20% de los votos en las elecciones legislativas de 2003 y que de no conseguirlo, renunciaría a su cargo. Como presidente del partido, nuevamente emprendió una fuerte campaña mediática de promoción del voto rumbo a las elecciones de 2003. El lema de la campaña fue Es tiempo de la esperanza; su estrategia fue criticada por algunos sectores del partido, al considerar que se asemejaba mucho a las campañas de los otros partidos políticos. Fue entonces cuando se alió con el empresario argentino Carlos Ahumada para obtener fondos. Realizó reuniones en su domicilio con mujeres de la política mexicana, incluyendo a figuras disímiles como Patricia Mercado, Elba Esther Gordillo y Martha Sahagún. Ante las críticas, ella señaló que a pesar de sus diferencias políticas, todas buscaban el bien de México y la mayor participación de las mujeres en la política mexicana.
Su primera experiencia electoral fueron las elecciones locales del estado de México en mayo de 2003, en las que se renovaba el congreso local y los presidentes municipales. El partido salió bien librado, obteniendo cerca del 30% de los votos y algunos municipios importantes.
En las elecciones federales, el PRD no obtuvo el 20% del voto prometido por Robles, aunque se quedó cerca y aumentó su presencia en la Cámara de Diputados. Ella consideró la elección como un triunfo, pero fue presionada dentro del propio partido y acusada de haber dejado una enorme deuda por concepto de los promocionales electorales en la televisión, principalmente con Televisa, Fue obligada a renunciar a la presidencia del PRD ese mismo año, siendo sustituida con carácter interino por Leonel Godoy Rangel.
En 2004 el diputado panista Federico Döring filtró en el noticiero televisivo El Mañanero una grabación donde el video que levantaría un escándalo político al mostrar al perredista René Bejarano en ese momento Presidente de la Asamblea Legislativa, recibiendo 45 mil dólares del empresario argentino Carlos Ahumada. Días después, en El Mañanero, conducido por el payaso Brozo (una caracterización del presentador de noticias y actor Víctor Trujillo), se mostró un video donde René Bejarano, diputado de la Asamblea Legislativa del Distrito Federal y antiguo colaborador de López Obrador, recibía grandes sumas de dinero del empresario argentino Carlos Ahumada. Bejarano señaló poco después que el dinero había sido entregado a la entonces presidente del partido, Rosario Robles. Una parte del partido criticó duramente a Robles y la hizo responsable de financiar las campañas políticas con dinero de Ahumada.
Al escándalo de Bejarano le siguieron otros videos en donde aparecían otros connotados miembros del PRD en el DF, como Ramón Sosamontes y Carlos Imaz en los días siguientes todos ellos señalaron a Rosario Robles, ex Jefa de Gobierno del Distrito Federal y expresidente nacional del PRD, como la persona que les había presentado a Ahumada y les había sugerido aceptar su ayuda y luego favorecerlo desde el gobierno, además se estableció que Robles y Ahumada tenían una relación sentimental de la que el aprovechaba para conseguir favores del gobierno a sus empresas de construcción, aunque el señalaba que por el contrario, los funcionarios gubernamentales le exigían las presuntas "donaciones" para las campañas para así otorgarle los contratos. Sin embargo todas las versiones situaban en el centro del escándalo a Rosario Robles aunque ella siempre negó cualquier participación en los actos de corrupción de Carlos Ahumada y los funcionarios del gobierno del DF, pero ante las críticas renunció como miembro activo del PRD en 2004, adelantándose a una anunciada expulsión.

## Otras actividades
Además de ser articulista semanal del periódico mexicano Milenio Diario, a partir de enero del 2007 Robles fue socia fundadora de la alianza empresarial SOSTEN Centro de Inteligencia, orientada principalmente a campañas políticas de mujeres.
El primer trabajo de Robles como consultora política privada fue apoyar con asesoramiento a Ivonne Ortega Pacheco, en Yucatán. Asesoró también la campaña de Blanca Alcalá Ruiz, alcaldesa de la ciudad de Puebla de los Ángeles, Puebla para el periodo 2008-2011.[cita requerida]
El 8 de mayo de 2007, Rosario Robles incursionó en la escena teatral: participó en el elenco de la obra Los monólogos de la vagina. Los fondos recaudados en la función se destinaron a una fundación que apoya a mujeres con cáncer. En dicha obra han participado diversas personalidades artísticas, sin embargo fue la primera vez en la que una mujer dedicada a la política se unía al elenco en México.[cita requerida]
Participó en el canal de cable AprendeTV ATV en el programa Encuentros y desencuentros, donde fue analista política, y en el programa "Mujeres en el risco" de la televisión.[cita requerida]

## Gobierno de Enrique Peña Nieto
El 4 de septiembre de 2012, fue presentada por Enrique Peña Nieto como parte de su Gabinete de Transición. El 3 de diciembre de 2012 toma protesta en ceremonia privada como Secretaria de Desarrollo Social.
Verificaciones financieras por la Auditoría Superior de la Federación detectaron que durante su gestión Rosario Robles tejió una red de “simulación de servicios” con la complicidad de universidades locales, mediante la cual se desviaron dos mil millones de pesos, originalmente destinados a diversos programas sociales. Una parte de esos recursos reapareció en las cuentas bancarias de un reducido grupo de empresarios de La Laguna. Las investigaciones concluyeron que la Secretaría de Desarrollo Social desvió por lo menos mil 787 millones de pesos en 2015.
El 13 de agosto de 2019 fue puesta en prisión preventiva justificada y trasladada al penal de Santa Martha Acatitla, por el presunto delito de ejercicio indebido de la función pública cuando fue titular de la Secretaría de Desarrollo Social (Sedesol).
El 18 de septiembre de 2019, la Secretaría de la Función Pública (SFP) inhabilitó por diez años a Rosario Robles para desempeñar empleos, cargos o comisiones en el servicio público por mentir en su declaración patrimonial. La inhabilitación fue ratificada el 8 de septiembre de 2021.

## Vida familiar y privada
Rosario Robles se casó con Julio Moguel Viveros. Tuvieron una hija, la política Mariana Moguel Robles, nacida el 21 de agosto de 1983.